# Paredón de los Mártires
El Paredón de los Mártires es un monumento ubicado en el Bosque de la República de la ciudad de Tunja, que consta del muro original en adobe donde fueron fusilados los gobernadores de la provincia de Tunja: José Cayetano Vásquez, Juan Nepomuceno Niño, José Joaquín Camacho y el teniente coronel José Ramón Lineros el 29 de noviembre de 1816, declarados culpables de la revolución en contra del régimen español. En el muro de adobe todavía se observan los agujeros que dejaron los balazos incrustados.
Frente al Paredón se sitúan los bustos de José Cayetano Vásquez y de Juan Nepomuceno Niño, elevados sobre una columna en mármol, y esta sobre una base escalonada en mármol, en la que figuran el escudo de Tunja y sus nombres.

## Hechos históricos
Los hechos sucedieron el 29 de noviembre de 1816, día en el cual se celebró un desfile del cuerpo de infantería, que cruzó por la iglesia de San Laureano, llevando consigo a los mártires José Cayetano Vásquez, Juan Nepomuceno Niño, José Joaquín Camacho y el teniente coronel José Ramón Lineros, que fueron obligados a arrodillarse para recibir la absolución. 
A las diez de la mañana fueron ejecutados en el "paredón", permaneciendo sus restos mortales exhibidos como ejemplo, hasta que finalmente fueron enterrados en una fosa común en la ermita de San Laureano. 
En el marco de las celebraciones por el centenario de la independencia de Colombia (1910-1919), Tunja centró sus actividades en el centenario del fusilamiento de los héroes-mártires. Las autoridades organizaron una fiesta patriótica, coordinada por el centro de historia, con multitud de actos como desfiles, misas, juegos florales, exposiciones y la exhumación de los restos de los mártires de la fosa común de la ermita de San Laureano. El 29 de noviembre de 1916 se celebró una misa ante el muro de adobe, sobre el que se había levantado un templete de madera para cubrir el muro ya derruido, y frente al cual se colocó un improvisado altar en cuya parte superior se ubicó la urna con los huesos exhumados. Posteriormente los restos mortales fueron llevados a la catedral de Tunja, donde fueron nuevamente sepultados. En honor a ellos se encuentra una inscripción que dice: "Eternamente vive quien muere por la patria".